# Circolo Canottieri Antonio Offredi A.S.D.
Il Circolo Canottieri Antonio Offredi A.S.D. è un'associazione sportiva dilettantistica senza fini di lucro avente sede in Amalfi.

## Storia
La società è stata fondata nel 1985 ed intitolata ad Antonio Offredi, primo allenatore ad aver vinto la Regata delle Antiche Repubbliche Marinare con l'equipaggio amalfitano.  Scopo di tale circolo è quello di diffondere e promuovere la pratica di attività sportive di mare.
Il motto ufficiale del circolo è Et ventis adversis, che in latino significa "anche con i venti contrari".
Nel corso degli anni il circolo ha partecipato a molte regate di canottaggio a sedile fisso, tra le quali le Regate Storiche tra le Quattro Repubbliche Marinare, gare di canoa olimpica e campionati italiani di canoa polo.
Negli ultimi anni la disciplina di spicco è la canoa polo: nel 2008 la squadra amalfitana partecipò per la prima volta nella sua storia alla Serie A nazionale, non riuscendo a salvarsi e retrocedendo in Serie A1. Nel 2009 ha riconquistato la promozione in Serie A, permanendovi dal 2010 al 2011.